# Céline Monsarrat
 (décembre 2020).
 (décembre 2020).
Pour les articles homonymes, voir Monsarrat.
Céline Monsarrat, née le 13 janvier 1954 à Casablanca, au Maroc, est une actrice et dramaturge française.

## Biographie
Principalement active dans le doublage, elle est notamment connue pour être la voix française régulière de Julia Roberts et Lea Thompson, mais également l'une des voix d'Anne Heche, Cheryl Ladd, Morgan Fairchild, Sissy Spacek, Melina Kanakaredes et Tia Carrere.
Dans le registre de l'animation, elle est aussi particulièrement connue pour être la voix du personnage Bulma dans la saga Dragon Ball et ses suites, de la Schtroumpfette dans Les Schtroumpfs, d'Anastasia dans le film du même nom, de Dory dans Le Monde de Nemo et sa suite Le Monde de Dory, de Maman Gourou dans Winnie l'ourson, de la chauve-souris Batricia dans Les As de la jungle, de l'héroïne éponyme de la série Clémentine, ainsi que celle de Mme de Réan dans Les Malheurs de Sophie.
Elle est aussi la voix antenne féminine de Rire et Chansons et a été celle de Yes FM (Suisse romande), est également écrivaine et joue dans de nombreuses pièces au théâtre dont certaines qu'elle a elle-même écrites et mises en scène.
On l'entend dans de nombreux documentaires et publicités, dont celle de la chaîne de distribution Lidl.
Elle prête également sa voix dans les bandes-annonces d’autopromotion de la chaîne M6.

## Vie privée
Elle a une fille avec le comédien Michel Papineschi, Alexia Papineschi, qui est aussi comédienne.

## Théâtre
Elle a joué dans Le Misanthrope, Les Zola, Clerambart, Le jeu de l'amour et du hasard, George Dandin, Adieu M. Tchekhov, Arlequin poli par l'amour, Chat en poche, Les petites femmes de Maupassant.

### Comme auteure
- 1988 : Adieu Monsieur Tchekhov
- 1991 : Rue du dessous des Berges
- 1994 : Portraits de femme en bleu
- 2004 : Une comète à Cuba
- 2008 : L’Emmerdeur du 12 bis

### Comme comédienne
- 1988 : Adieu Monsieur Tchekhov de Céline Monsarrat, mise en scène Michel Papineschi et Céline Monsarrat, Festival Off d'Avignon
- 1994 : Les Petites Femmes de Maupassant de Roger Défossez, mise en scène Daniel Gélin, Théâtre du Marais
- 2006-2009 : Les Zola de Joëlle Fossier, mise en scène de l'auteure
- 2008 : L'Emmerdeur du 12 bis de Céline Monsarrat, mise en scène Stella Serfaty, Théâtre du Lucernaire
- 2023 : Olympe de Gouges, plus vivante que jamais, mise en scène Pascal Vitiello, Théâtre du Lucernaire
- 2024 : Le soldat rose de Louis Chedid, mise en scène de Julien Alluguette, la voix du grand magasin, Casino de Paris

## Filmographie

### Cinéma
- 2002 : La famille selon Mathieu (court métrage) de Laurence Charpentier : la mère
- 2006 : Chicago Blues (court métrage) de Sylvain Dardenne : Florence
- 2014 : Usurpe-Toi : la chroniqueuse radio

### Télévision
- 2021 : Plus belle la vie (saison 17) : Rosa (voix)

## Doublage

### Cinéma

#### Films
- Julia Roberts dans :
  - Mystic Pizza (1988[2]) : Daisy Arujo
  - Pretty Woman (1990) : Vivian « Viv » Ward
  - Hook ou la Revanche du capitaine Crochet (1991) : Clochette
  - Amour et Mensonges (1995) : Grace King Bichon
  - Mary Reilly (1996) : Mary Reilly
  - Michael Collins (1996) : Kitty Kiernan
  - Tout le monde dit I love you (1997) : Von Sidell
  - Complots (1997) : Alice Sutton
  - Le Mariage de mon meilleur ami (1997) : Julianne Potter
  - Ma meilleure ennemie (1998) : Isabel Kelly
  - Just Married (ou presque) (1999) : Maggie Carpenter
  - Coup de foudre à Notting Hill (1999) : Anna Scott
  - Erin Brockovich, seule contre tous (2000) : Erin Brockovich
  - Couple de stars (2001) : Kiki Harrison
  - Le Mexicain (2001) : Samantha Barzel
  - Ocean's Eleven (2001) : Tess Ocean
  - Full Frontal (2002) : Catherine/Francesca
  - Confessions d'un homme dangereux (2002) : Patricia Watson
  - Le Sourire de Mona Lisa (2003) : Katherine
  - Closer, entre adultes consentants (2004) : Anna
  - Ocean's Twelve (2004) : Tess Ocean / elle-même
  - La Guerre selon Charlie Wilson (2007) : Joanne Herring
  - Duplicity (2009) : Claire Stenwick
  - Mange, prie, aime (2010) : Liz Gilbert
  - Valentine's Day (2010) : Kate Hazeltine
  - Il n'est jamais trop tard (2011) : Mercedes Taintot
  - Blanche-Neige (2012) : la reine Clementianna
  - Un été à Osage County (2013) : Barbara Weston
  - Aux yeux de tous (2015) : Jessica « Jess » Cobb
  - Joyeuse fête des mères (2016) : Miranda
  - Money Monster (2016) : Patty Fenn
  - Wonder (2017) : Isabel Pullman
  - Ben is Back (2018) : Holly Burns
  - Ticket to Paradise (2022) : Georgia Cotton
  - Le Monde après nous (2023) : Amanda Sandford

- Lea Thompson dans :
  - Retour vers le futur (1985) : Lorraine Baines-McFly
  - Retour vers le futur 2 (1989) : Lorraine McFly
  - Retour vers le futur 3 (1990) : Maggie McFly / Lorraine McFly
  - J. Edgar (2011) : Lela Rogers, mère de Ginger Rogers
  - Sierra Burgess Is a Loser (2018) : Mme Burgess
  - Mark, Mary + un tas d'autres gens (2021) : la tante Carol

- Courteney Cox dans :
  - Scream (1996) : Gale Weathers
  - Scream 2 (1997) : Gale Weathers
  - Scream 3 (2000) : Gale Weathers
  - Scream 4 (2011) : Gale Weathers
  - Scream (2022) : Gale Weathers
  - Scream 6 (2023) : Gale Weathers

- Anne Heche dans :
  - Des hommes d'influence (1997) : Winifred Ames
  - 6 jours 7 nuits (1998) : Robin Monroe
  - John Q (2002) : Rebecca Payne
  - Birth (2004) : Clara
  - Opening Night (2016) : Brooke

- April Margera (en) dans :
  - Jackass, le film (2002) : elle-même
  - Jackass: Number Two (2006) : elle-même
  - Jackass 2.5 (2007) : elle-même
  - Jackass 3D (2010) : elle-même
  - Jackass 3.5 (2011) : elle-même

- Nia Vardalos dans :
  - Mariage à la grecque (2002) : Fotoula « Toula » Portokalos
  - Vacances à la grecque (2009) : Georgia
  - Je déteste la Saint-Valentin (2009) : Genevieve Gernier
  - Mariage à la grecque 2 (2016) : Toula Portokalos[3]

- Priscilla Presley dans :
  - Y a-t-il un flic pour sauver la reine ? (1988) : Jane Spencer
  - Y a-t-il un flic pour sauver le président ? (1991) : Jane Spencer
  - Y a-t-il un flic pour sauver Hollywood ? (1994) : Jane Spencer-Drebin

- Tia Carrere dans :
  - Harley Davidson et l'Homme aux santiags (1991) : Kimiko
  - Dans les griffes du Dragon rouge (1991) : Minako Okeya
  - True Lies (1994) : Juno Skinner

- Sissy Spacek dans :
  - Les Premiers Beatniks (1980) : Carolyn Cassady
  - JFK (1991) : Liz Garrison

- Sharon Stone dans :
  - La Ferme de la terreur (1981) : Lana Marcus
  - Nico (1988) : Sara Toscani

- Lisa Eilbacher dans :
  - Le Justicier de minuit (1983) : Laurie Kessler
  - Le Flic de Beverly Hills (1984) : Jeannette « Jenny » Summers

- Rosanna Arquette dans :
  - Cheeseburger film sandwich (1987) : Karen
  - Le Vol de l'Intruder (1991) : Callie

- Jenny Wright dans :
  - St. Elmo's Fire (1988) : Felicia
  - Lectures diaboliques (1989) : Virginia

- Jodie Foster dans :
  - Le Retour de Billy Wyatt (1988) : Katie Chandler
  - Une trop belle cible (1990) : Anne Benton

- Bonnie Hunt dans :
  - Beethoven (1992) : Alice Newton
  - Beethoven 2 (1993) : Alice Newton

- Cheryl Ladd dans :
  - Permanent Midnight (1998) : Pamela Verlaine
  - Les Chiots Noël, la relève est arrivée (2013) : la mère Noël

- Sela Ward dans :
  - En eaux troubles (2002) : Carla Hardwick
  - Le Beau-père (2009) : Susan Harding

- Melina Kanakaredes dans :
  - Percy Jackson : Le Voleur de foudre (2010) : Athéna
  - Infiltré (2013) : Sylvie Collins
- 1979 : Les Vampires de Salem : Susan Norton (Bonnie Bedelia)[n 1]
- 1980 : Sursis pour l'orchestre : Marianne (Melanie Mayron)
- 1981 : La Folle Histoire du monde : Mademoiselle Rimbaud (Pamela Stephenson)
- 1981 : Halloween 2 : Alice Martin (Anne Bruner)
- 1982 : Ténèbres : Tilde (Mirella D'Angelo)
- 1982 : Dar l'Invincible : Kiri (Tanya Roberts)
- 1982 : J'aurai ta peau : la seconde jumelle (Lynette Harris)
- 1982 : Mutant : Tracy Baxter (Dawn Dunlap)
- 1982 : À la limite du cauchemar : Julia (Julia Duffy)
- 1983 : La Valse des pantins : Roberta Posner (Leslie Levinson)
- 1984 : Greystoke, la légende de Tarzan : Lady Alice Clayton (Cheryl Campbell)
- 1984 : La corde raide : Becky Jacklin (Rebecca Perle)
- 1984 : Le Train de Chattanooga : Jennie (Melissa Sue Anderson)
- 1985 : Police Academy 3 : la cadette Karen Adams (Shawn Weatherly)
- 1985 : Lifeforce : Ellen Donaldson (Nancy Paul)
- 1986 : La Petite Boutique des horreurs : Audrey (voix parlée) (Ellen Greene)
- 1986 : Killer Party : Veronica (Alicia Fleer)
- 1986 : Salvador : Cathy Moore (Cindy Gibb)
- 1987 : Trois Hommes et un bébé : Patty (Alexandra Amini)
- 1987 : Beyond Therapy : Prudence (Julie Hagerty)
- 1988 : Cop : Joanie Pratt (Randi Brooks)
- 1988 : Élémentaire, mon cher... Lock Holmes : la fausse Leslie Giles (Lysette Anthony)
- 1989 : Indiana Jones et la dernière croisade : Elsa Schneider (Alison Doody)
- 1989 : Pas nous, pas nous : Eve (Joan Severance)
- 1990 : Hold-up à New-York : Phyllis (Geena Davis)
- 1990 : Les Tortues Ninja : April O'Neil (Judith Hoag)
- 1990 : RoboCop 2 : Angie (Galyn Görg)
- 1990 : L'Ambulance : l'officier Sandra Malloy (Megan Gallagher)
- 1991 : Quoi de neuf, Bob ? : Fay Marvin (Julie Hagerty)
- 1991 : Wedlock : Noelle (Joan Chen)
- 1991 : Les Tortues Ninja 2 : April O'Neil (Paige Turco)
- 1991 : Johnny Stecchino : Maria (Nicoletta Braschi)
- 1992 : Un flingue pour Betty Lou : Charleen Barnes (Faye Grant)
- 1993 : Monolithe : Katya (Musetta Vander)
- 1993 : La Firme : Tammy Hemphill (Holly Hunter)
- 1993 : Demolition Man : voix du fusil à accélérateur magnétique et de son présentoir [Qui ?]
- 1994 : Corrina, Corrina : Jonesy (Joan Cusack)
- 1995 : Heat : Eady (Amy Brenneman)
- 1996 : Independence Day : Première dame Marilyn Whitmore (Mary McDonnell)
- 1996 : À fleur de peau : la nourrice (Shelley Duvall)
- 1996 : The Substitute : Jane Hetko (Diane Venora)
- 1996 : Poursuite : Maggie McDermott (Joanna Cassidy)
- 1997 : Un Indien à New York : Charlotte (Lolita Davidovich)
- 1997 : Austin Powers : la thérapeute (Carrie Fisher)
- 1998 : Le Souffle de l'enfer : Jamie Marshall (Kelly McGillis)
- 1998 : Mister G. : Morgan Fairchild (Morgan Fairchild)
- 1998 : Drôles de Papous : Veronica Micelli (Jenna Elfman)
- 1999 : L'Ombre d'un soupçon : Molly Roll (Susan Floyd)
- 2002 : Influences : Elsa Nye (Lisa Emery)
- 2002 : Une nana au poil : Carol Spencer (Melora Hardin)
- 2004 : La Vie d'une femme : Delia Byrd (Kyra Sedgwick)
- 2005 : Rent : Maureen Johnson (Idina Menzel)
- 2006 : Scandaleusement célèbre : Marella Agnelli (Isabella Rossellini)
- 2018 : Jean-Christophe et Winnie : Maman Gourou (Sophie Okonedo) (voix)
- 2020 : Le Voyage du Docteur Dolittle : Betsy, la girafe (Selena Gomez) (voix)
- 2021 : The Execution : Nadezhda (Viktoriya Tolstoganova)
- 2023 : Beau Is Afraid : l'ange / la narratrice de la pièce (Maev Beaty)

#### Films d'animation
- 1972[n 2] : Le Chat botté 2 : Anne
- 1977[n 3] : Les Aventures de Winnie l'ourson : Maman Gourou
- 1978 : Puff le dragon magique[4] : la maman de Jacky (court-métrage)
- 1979[n 4] : Le Château de Cagliostro : Clarisse (1er doublage)
- 1979 : Puff le dragon au pays des mensonges[5] : Sandy
- 1979 : Le Lion, la Sorcière blanche et l'Armoire magique : Lucy
- 1980 : La Forêt enchantée[6] : la sœur
- 1981[7] : Le Lac des cygnes : la princesse Odette
- 1982 : Princesse Millenium : Yayoi Yukino, la Princesse Millenium
- 1982 : Aladdin et la lampe merveilleuse[8] : la princesse Badrale
- 1982 : Le Magicien d'Oz : Dorothée
- 1982[n 5] : Les Mille et un contes de Bugs Bunny : Boucles d'or, le Petit Chaperon Rouge, Gretel
- 1983 : Tygra, la glace et le feu : Tygra
- 1984 : Luke l'Invincible[9] : Laïla (1er doublage)
- 1985 : Robo Story : Myrtille
- 1986[n 6] : Dragon Ball : La Légende de Shenron : Bulma
- 1987[n 7] : Dragon Ball : Le Château du démon : Bulma
- 1987[n 8] : La Cité interdite : Makie
- 1987 : Le Big Bang : une générale de Vaginia
- 1988 : Dragon Ball : L'Aventure mystique : Bulma et Chaozu
- 1988 : Appleseed[n 9] : Deunan Knute
- 1989 : Dragon Ball Z : À la poursuite de Garlic : Bulma et Chichi
- 1989 : Charlie : Annabelle
- 1990 : Dragon Ball Z : Le Robot des glaces : Bulma et Chichi
- 1990 : Dragon Ball Z : Le Combat fratricide : Bulma, Chichi et Chaozu
- 1991 : Dragon Ball Z : La Menace de Namek : Bulma et Chichi
- 1991 : Roujin Z : Nobuko
- 1992 : Dragon Ball Z : Cent mille guerriers de métal : Dendé et Krilin
- 1992 : Dragon Ball Z : L'Offensive des cyborgs : Chichi
- 1993 : Dragon Ball Z : Broly le super guerrier : Bulma et Chichi
- 1993 : L'Étrange Noël de Monsieur Jack : Stram (voix parlée uniquement)
- 1993 : Dragon Ball Z : Les Mercenaires de l'espace : Bulma, Chichi, Zangya et Chaozu
- 1994 : Le Petit Dinosaure : Petit-Pied et son nouvel ami : la mère de Becky, la mère de Pétrie et maman Maiasaura
- 1995 : Dragon Ball Z : Fusions : Bulma, Chichi, Juliette
- 1995 : Dragon Ball Z : L'Attaque du dragon : Bulma
- 1996[n 10] : Dragon Ball : L'Armée du Ruban Rouge : Bulma
- 1997 : Anastasia : Anastasia (voix parlée uniquement)
- 1999 : Buster et Junior : la comtesse de Gretchen
- 2002 : Winnie l'ourson : Bonne Année : Maman Gourou
- 2003 : Le Monde de Nemo : Dory, le poisson-chirurgien
- 2003 : Les Aventures de Porcinet : Maman Gourou
- 2004 : L'Étoile de Laura : le soleil
- 2004 : Le Pôle express : la mère du garçon
- 2004 : Les Aventures de Petit Gourou : Maman Gourou
- 2005 : Vaillant, pigeon de combat ! : Charles de Girl
- 2005 : Winnie l'ourson et l'Éfélant : Maman Gourou
- 2006 : The Wild : voix additionnelles
- 2008 : Igor : Violette
- 2009 : Mission-G : Juarez, la cochon d'inde
- 2010 : Le Marchand de sable : Starlet O Pom & Starlet O Cerises
- 2011 : Émilie Jolie : la sorcière / la princesse
- 2011 : Les As de la jungle : Opération banquise : Batricia, la chauve-souris (création de voix)
- 2012 : Niko, le petit renne 2 : Milady, la louve
- 2013 : Le Manoir magique : Maggie, la souris
- 2013[n 11] : Dragon Ball Z: Battle of Gods : Bulma, Pual et Chaozu
- 2015 : Dragon Ball Z : La Résurrection de ‘F’ : Bulma
- 2016 : Le Monde de Dory : Dory
- 2017 : Les As de la jungle : Batricia (création de voix)
- 2018 : Dragon Ball Super: Broly : Bulma
- 2021 : Sailor Moon Eternal : Zirconia
- 2022 : Dragon Ball Super: Super Hero : Bulma et Korin[10]
- 2023 : Pattie et la colère de Poséidon : Maitès
- 2023 : Super Mario Bros. le film : la mère de Mario et Luigi
- 2023 : Élémentaire : Mme Delamare
- 2023 : Les As de la jungle 2 : Opération tour du monde : Batricia (création de voix)
- 2025 : La Rose de Versailles (en) : la narratrice

#### Courts-métrages
- 2017 : On s'est fait doubler ![11] : la 2de voix de Marc (Sylvain Urban)

### Télévision

#### Téléfilms
- Cheryl Ladd dans :
  - Dr Jekyll et Mr. Hyde (1990) : Sara Crawford
  - Détour vers le bonheur (1991) : Melanie Adams
  - Un cœur en adoption (1993) : Pam Cheney
  - Pour le meilleur ou pour le pire (1996) : Jean McAvoy
  - Le Regard d'un ange (1996) : Ellen Downey
  - Double Séduction (1996) : Lucinda / Lucy Ann Michaels
  - De parfaits petits anges (1998) : Elaine Freedman
  - Un père trop célèbre (1999) : Lynn Landon
  - Les Raisons du cœur (2002) : Jane Thornton
  - L'Étoile de Noël (2004) : Diane Simon
  - Toute une vie à aimer (2006) : Elizabeth Bishop
  - Du courage et du cœur (2011) : Irene
  - Les Chiots Noël, la relève est arrivée (2012) : la Mère-Noël
  - La Robe de la Mariée dans La Boutique des secrets (2015) : Helen Whitney Carter
  - Un Noël de conte de fées (2017) : Abigail
  - Rivales (2017) : Helen
  - La Proposition de Noël (2018) : Renée Guidry
  - Dernière escale avant Noël (2019) : Susan
  - Coup de foudre pour l'apprenti du Père Noël (2020) : Janet Cohen
- Sissy Spacek dans :
  - La Dernière Chance d'Annie (1994) : Susan Lansing
  - Les Épreuves de la vie (2000) : Mary Fermoyle
  - Une vie pour une vie (2001) : Sibyl Danforth
  - Dessine-moi une famille (2007) : Josie Cahill
- Linda Purl dans :
  - Sous les yeux d'un intrus (2000) : Jessica Michaels
  - L'Enfant inconnu (2004) : Katherine Norris
  - Amour et Préméditation (2005) : Kirsten Sorensen
  - The Office (2009-2013) : Helene Beesly
- Morgan Fairchild dans :
  - Les Diamants de l'oubli (1980) : Lisa Eddington
  - Entre le cœur et la raison (2014) : Beverly Wilcox
- Markie Post dans :
  - Autant en emporte Noël (2013) : Lilly
  - Noël Actually (2019) : Tara
- Jessica Steen dans :
  - Coup de foudre à la Saint-Valentin (2020) : Barbara
  - Noël au château (2020) : Renee
- 1971[n 12] : Rançon pour un homme mort : Leslie Williams (Lee Grant)
- 1983 : Princesse Daisy : Princesse Daisy Valenski / Danie Valenski (Merete Van Kamp)
- 1986 : Manatthan Connexion  : Corinne Evans (Candy Clark)
- 1988 : Les Passions oubliées : Casey Cantrell (Sharon Stone)
- 1990 et 2003[n 13] : « Il » est revenu : Audra Phillips Denbrough (Olivia Hussey)
- 1993 : L'Affaire du testament disparu :  Violet Wilson (Beth Goddard)
- 1996 : Le Seigneur du Temps : Dr Grace Holloway (Daphne Ashbrook)
- 1996 : Le Droit d'être mère : Rachel Stockman (Marcia Cross)
- 1997 : L'avocat du démon : Rendi (Mariska Hargitay)
- 2004 : Le Clan des rois : Suki adulte (Kate Winslet)
- 2004 : Allan Quatermain et la pierre des ancêtres : Elisabeth (Alison Doody)
- 2004 : La Frontière de l'infidélité : Clara Harris, la détective privée (Sela Ward)
- 2006 : Le Club des infidèles : Dr Roberta « Bobbie » Adler (Wendy Anderson)
- 2010 : Le Droit à l'amour : Victoria Corrales (Constance Marie)
- 2011 : Un amour ne meurt jamais : Samantha Pierce (Tracey Gold)
- 2014 : The Normal Heart : Dr Emma Brookner (Julia Roberts)
- 2014 : De retour vers Noël : Ginny (Jennifer Elise Cox)
- 2020 : Grace Tanner, seule face à son mari : Sheri (Alison Araya)

#### Téléfilms d'animation
- 1990 : Dragon Ball Z : Baddack contre Freezer : Sélipa
- 1993 : Dragon Ball Z : L'Histoire de Trunks : Bulma et Chichi
- 2011 : Les As de la jungle : Opération banquise : Batricia
- 2014 : Les As de la jungle : Le Trésor du vieux Jim : Batricia

#### Séries télévisées
- Morgan Fairchild dans :
  - Flamingo Road (1981-1982) : Constance Weldon Semple Carlyle (38 épisodes)
  - Loïs et Clark : Les Nouvelles Aventures de Superman (1993) : Miranda (saison 1, épisode 11)
  - Dharma et Greg (2001) : Jackie (saison 4, épisode 15)
  - Sept à la maison (2001) : Merle (saison 6, épisode 2)
  - Friends (2001-2004) : Nora Tyler Bing (2e voix, saisons 5 à 8)
  - Roswell (2002) : Meris Wheeler (saison 3, épisodes 13 et 14)
  - C'est pas ma faute ! (2002) : Big Kimberly Fitch (épisode 20)
  - That '70s show (2004) : Carolyn (saison 6, épisode 24)
  - Fashion House (2006) : Sophia Blakely (35 épisodes)
  - Mon oncle Charlie (2007) : Donna (saison 4, épisode 16)
  - Chuck (2008-2010) : Dr Honey Woodcomb (saison 2, épisodes 9 et 22 puis saison 4, épisode 6)
  - Nip/Tuck (2009) : Morgan Fairchild (saison 5, épisode 19)
  - Earl (2009) : Carol (saison 4, épisode 18)
  - Amour, Gloire et Beauté (2009) : Dorothy (4 épisodes)
  - Bones (2011) : Bianca Chiverton (saison 7, épisode 3)
  - Revenge (2014) : Teresa (saison 3, épisode 17)

- Melina Kanakaredes dans :
  - Oz (1998) : Marilyn Crenshaw (saison 2, épisode 3)
  - Providence (1999-2002) : Dr Sydney Hansen (96 épisodes)
  - Les Experts : Miami (2004) : l’inspecteur Stella Bonasera (saison 2, épisode 23)
  - Les Experts : Manhattan (2004-2010) : l'inspecteur Stella Bonasera (140 épisodes)
  - Hawaii 5-0 (2015) : l'agent de l'ATF Kathy Millwood (saison 5, épisode 16)
  - Extant (2015) : Dorothy Richter (5 épisodes)
  - Notorious (2016) : Dana Hartman (3 épisodes)
  - The Resident (2018-2019) : Dr Lane Hunter (15 épisodes)
  - Billions (2023) : Nancy Dunlop (saison 7, épisodes 8, 11 et 12)
  - NCIS : Enquêtes spéciales (2025) : Eleni Kostakis (saison 22, épisode 10)

- Cheryl Ladd dans :
  - Drôles de dames (1977-1981) : Kris Munroe (2e voix)
  - Waikiki Ouest (1994-1996) : Dawn « Holli » Holliday (21 épisodes)
  - Charmed (2003) : Doris Bennett (saison 5, épisode 15)
  - Las Vegas (2003-2008) : Jillian Deline (29 épisodes)
  - La Star de la famille (2004) : Mary Jo Johnson Fairfield (saison 2, épisode 10)
  - Les Experts : Miami (2009) : Amanda Collins (saison 8, épisode 3)
  - NCIS : Enquêtes spéciales (2011) : Mary Courtney (saison 9, épisode 6)
  - Chuck (2011) : Emma, la mère de Sarah (saison 5, épisode 8)
  - American Crime Story (2016) : Linell Shapiro (saison 1)

- Jessica Steen dans :
  - NCIS : Enquêtes spéciales (2003-2007 / 2015) : l'agent spécial Paula Cassidy (7 épisodes)
  - Stargate SG-1 (2004) : Dr Elizabeth Weir #1 (saison 7, épisodes 21 et 22)
  - Nip/Tuck (2004) : Amy Connors (saison 2, épisode 10)
  - Charmed (2005) : Ruth Brody (saison 7, épisode 11)
  - Killer Instinct (2005) : Dr Francine Klepp (7 épisodes)
  - Flashpoint (2009-2012) : l'agent Donna Sabine (11 épisodes)

- Amy Pietz dans :
  - Caroline in the City (1995-1999) : Annie Spadaro (97 épisodes)
  - The Closer : L.A. enquêtes prioritaires (2009) : Dana Crawford (saison 4, épisode 11)
  - Bones (2009) : Ellen Clark (saison 4, épisode 16)
  - No Tomorrow (2016-2017) : Deirdre Hackmeyer (13 épisodes)
  - Modern Family (2019) : Janice (3 épisodes)

- Natalie Zea dans :
  - The Shield (2004) : Lauren Riley (saison 3)
  - Mon oncle Charlie (2005) : Colleen (saison 3, épisode 5)
  - FBI : Portés disparus (2006) : Jennifer Nichols (saison 4, épisode 24)
  - Hung (2009) : Jemma (4 épisodes)
  - Médium (2009) : Sophie Cullen (saison 6, épisode 1)

- Sharon Lawrence dans :
  - Desperate Housewives (2004-2005) : Maisy Gibbons (3 épisodes)
  - Grey's Anatomy (2009) : Robbin Stevens, la mère d'Izzie (saison 5, épisode 21)
  - Drop Dead Diva (2009-2013) : Bobbie Dobkins, la mère de Deb (6 épisodes)
  - Body of Proof (2013) : Julia Stone (saison 3, épisode 10)
  - Devious Maids (2016) : Lori (saison 4, épisode 10)

- Lucy Lawless dans :
  - Spartacus (2010-2012) : Lucretia (23 épisodes)
  - Parks and Recreation (2012-2014) : Diane Lewis (10 épisodes)
  - Marvel : Les Agents du SHIELD (2014-2015) : l'agent Isabel « Izzy » Hartley (saison 2, épisodes 1 et 15)
  - Ash vs. Evil Dead (2015-2018) : Ruby Knowby (29 épisodes)
  - My Life Is Murder (depuis 2019) : Alexa Crowe

- Sela Ward dans :
  - Deuxième Chance (1999-2002) : Lily Manning / Sammler (63 épisodes)
  - Dr House (2005-2012) : Stacy Warner (10 épisodes)
  - Graves (2016-2017) : Margaret Graves (20 épisodes)
  - FBI (2018-2019) : l'agent spécial Dana Mosier (21 épisodes)

- Markie Post dans :
  - L'Homme qui tombe à pic (1982-1985) : Terri Michaels (voix principale)
  - Chicago Police Department (2014-2017) : Barbara « Bunny » Fletcher (18 épisodes)
  - Santa Clarita Diet (2018) : Becky (saison 2, épisode 2)

- Jenna Elfman dans :
  - Brothers and Sisters (2007) : Lizzie Jones-Baker (saison 2, épisode 15)
  - Fear the Walking Dead (2018-2023) : June (70 épisodes)
  - Famille en réparation (2025) : Eve Drake

- Dana Plato dans :
  - Arnold et Willy (1978-1986) : Virginia Drummond (144 épisodes)
  - Drôle de vie (1979) : Virginia Drummond (saison 1, épisode 1)

- Lauren Koslow dans :
  - Des jours et des vies (2000-2015) : Kate Roberts (2103 épisodes)
  - Criminal Minds: Suspect Behavior (2011) : Allison Gilroy (épisode 3)

- Constance Marie dans :
  - American Family (en) (2002-2004) : Nina Gonzalez
  - Docteur Odyssey (2024) : Caroline von Dreesen (épisode 3)

- Noelle Beck dans :
  - Cashmere Mafia (2008) : Cilla Gray (4 épisodes)
  - Blue Bloods (2011) : Sue Connors (saison 1)

- Lesley Fera dans :
  - Pretty Little Liars (2010-2017) : Veronica Hastings (54 épisodes)
  - Southland (2013) : le sergent Waters (saison 5)

- Linda Purl dans : 
  - Lie to Me (2010) : Meredith Spencer (saison 3, épisode 1)
  - Reckless : La Loi de Charleston (2014) : Barbara Fortnum (4 épisodes)

- Tia Carrere dans :
  - Warehouse 13 (2010) : Kate « Katie » Logan (saison 2, épisodes 6 et 9)
  - Dollface (2019) : Teresa Cole (saison 1, épisode 4)

- Lea Thompson dans :
  - Switched (2011-2017) : Kathryn Kennish (104 épisodes)
  - Scorpion (2016-2017) : Veronica Dineen (4 épisodes)

- Julia Roberts dans :
  - Homecoming (2018) : Heidi Bergman (saison 1)
  - Gaslit (2022) : Martha Mitchell (mini-série)
- 1975-1983 : La Petite Maison dans la prairie : Mary Ingalls Kendall (Melissa Sue Anderson) (2e voix, saisons 5 à 8 + redoublage des saisons 2 et 3 en 1994), Carrie Ingalls (Lindsay et Sidney Greenbush) (redoublage des saisons 2 et 3 en 1994) et Nellie Oleson Dalton (2e voix - saison 9, épisode 8)
- 1975-1995 : Inspecteur Derrick : 
  - Kläre Henkel (Susanne Uhlen) (épisode 7)
  - Annemarie Rudolf (Ulli Maier) (épisode 100)
  - Conny Kessler (Babett Arens (de)) (épisode 117)
  - Irene Merck (Marion Martienzen (de)) (épisode 118)
  - Laura Paudewil (Carin C. Tietze (de)) (épisode 251 : Caïn et Abel)
- 1976 : Isaura : Taís (Elisa Fernandes (de))
- 1981 : Danse avec moi : Mira Maia (Lídia Brondi (it))
- 1981 : Virgínia : Bruna Prado (Sílvia Salgado (pt))
- 1982-1984 : Starsky et Hutch : 
  - Cheryl Waite (Lynne Marta (en)) (saison 1, épisode 10)
  - Abigail Crabtree (Ann Foster) (saison 2, épisode 10)
  - Joanna Haymes (Dianne Kay) (saison 2, épisode 15)
- 1982-1985 : Le Village dans les nuages : Marie-Charlotte des séquences intercalaires éponymes
- 1982-1986 : K 2000 : Stephanie/Stevie Mason (Catherine Hickland) (épisodes 1.19, 2.23 et 4.12)
- 1983-1987 : Les deux font la paire : Francine Desmond (Martha Smith)
- 1983 : Un cas pour deux : Erika Rimbach (Sylvia Haider (de)) (saison 3, épisode 7)
- 1984 : Magnum : Diane Dupres / Deirdre Dupres (Sharon Stone)
- 1986 : Monte Carlo : Maggie Evans (Lisa Eilbacher)
- 1987 : À nous deux, Manhattan : India West (Julianne Moore)
- 1991-1992 : New York, police judiciaire : Amy Newhouse (Molly Price) (Saison 2, épisode 5), Jenna Kealey (Ashley Crow) (Saison 2, épisode 9) et Betty Ann Carter (Fia Porter) (Saison 3, épisode 1)
- 1992-1997 : Seinfeld : Susan Ross (Heidi Swedberg)
- 1993 : Un cas pour deux : Mme Wirth (Anne-Mylene Biehl) (saison 13, épisode 1 : 'Jalousie')
- 1994 : RoboCop (série télévisée, 22 épisodes) : Detective Lisa Madigan (Yvette Nipar)
- 1994-1999 : Une nounou d'enfer : Jocelyn Sheffield (Twiggy Lawson (épisode 1.16) puis Sophie Ward) (saison 5, épisode 22 et saison 6, épisodes 10 et 12))
- 1996-1997 : Friends : Kate Miller (Dina Meyer) (épisodes 3.19, 3.20 et 3.22)
- 1997 : Stargate SG-1 : Kynthia (Bobbie Phillips) (saison 1, épisode 9)
- 1999-2001 : Jack and Jill : Jacqueline Barrett (Amanda Peet)
- 2002 : The Shield : Kim Kelner (K. K. Dodds) (saison 1, épisodes 8 et 9)
- 2002 : Gilmore Girls : Debbie Fincher (Heidi Swedberg) (saison 3, épisode 4)
- 2003 : New York, unité spéciale : Mme Dutton (Brette Taylor (en)) (saison 4, épisode 25)
- 2007 : Grey's Anatomy : Joan Waring (Dee Wallace)
- 2008 : Ghost Whisperer : Karen Benzing (Mandy June Turpin) (saison 3, épisode 13) et Brenda (Margaret Easley) (saison 3, épisode 14)
- 2010-2018 : Meurtres à Sandhamn : Margit (Anki Lidén) (19 épisodes)
- 2011-2012 : Facing Kate : Kate Reed (Sarah Shahi)
- 2013-2014 : Mr Selfridge : Lady Mae Loxley (Katherine Kelly)
- 2013-2015 : Journal d'une ado hors norme : la mère de Rae (Claire Rushbrook)
- 2014 : Looking : Dana Murray, la mère de Patrick (Julia Duffy) (saison 1, épisode 7)
- 2015 : The Middle : Dr Sommer Samuelson (Cheryl Hines) (saison 7, épisode 9)
- 2017-2018 : The Good Fight : Lenore Rindell (Bernadette Peters) (9 épisodes)
- 2021 : Rebel : Helen Peterson (Mary McDonnell)
- 2022 : This Is Us : Sally Brooks (Dey Young) (saison 6, épisode 2)

#### Séries d'animation
- 1980 : Tom Sawyer : Benny (épisodes 42 à 45)
- 1980 : L'Oiseau bleu : Mytyl et Tylette
- 1981 : Les Quatre Filles du docteur March : Joséphine March
- 1981-1989 : Les Schtroumpfs : la Schtroumpfette, Bébé Schtroumpf
- 1983 : Les Mystérieuses Cités d'or : Lana
- 1984 : Gigi : Gigi
- 1985 : Clémentine : Clémentine
- 1986 : Transformers : une civile énervée, la journaliste, la mère de Justin (saison 2, épisodes 19 et 20)
- 1986-1989 : Dragon Ball : Bulma, Chaozu et Aralé
- 1987 : Les Mondes engloutis : Yaka la pangoline
- 1989 : Princesse Zelda : la princesse Zelda (épisodes 4, 6 et 7)
- 1989[12] : Erika : Aurèle (1re voix)
- 1989-1996 : Dragon Ball Z : Bulma, Chichi, Chaozu, Maître Karin, Selipa, Angela et Erasa
- 1990 : Sophie et Virginie : Mme Mercier (1re voix)
- 1993 : Bonkers : Miranda Wright
- 1996-1997 : Dragon Ball GT : Bulma et Chichi
- 1996-2000 : Superman, l'Ange de Metropolis : Mala et Maxima
- Le tour du monde en 80 jours : la princesse Romy
- Les Folles Aventures de Rucio : narration
- Les Bisounours (version Nelvana) : Grosfarceur
- Puff, le dragon magique :la maman de Jacky
- Les As de la jungle : Batricia
- Krypto le superchien : Andréa et Baudruche
- Ben 10: Alien Force : la princesse Éternelle Judith
- Gargoyles, les anges de la nuit : les Sœurs du Destin
- Les Misérables : Cosette adulte
- 1998-1999 : Hercule : Cassandre
- 1998-1999 : Les Malheurs de Sophie : Madame Évelyne de Réan
- Yakari : Esprit de Lune
- 2009-2015 : Dragon Ball Z Kai : Bulma, Chaozu, Maître Karin et Baba la voyante
- 2010 : Archer : Elke Hubsch (saison 1, épisode 4)
- 2015-2018 : Dragon Ball Super : Bulma
- 2021 : Queer Force : Twink (version Erin Brockovich) (épisode 3)
- 2022 : Le Cuphead Show ! : Cala Maria et voix additionnelles
- 2023 : Digman! (en) : Lotte Eccleston[13]

#### Séries télévisées documentaires
- 2006 : Prehistoric Park : Saba Douglas-Hamilton (épisode 4 uniquement)
- 2020 : Les Mondes Extraterrestres (Netflix) : Narratrice.

### Jeux vidéo
- 1998 : Caesar III : voix diverses
- 1998 : StarCraft: Brood War : la matriarche Raszagal, la voix des unités Médics et Valkyries
- 1998 : Tomb Raider 3 : Sophia Legg
- 1999 : Hype: The Time Quest : Rave
- 2002 : Kingdom Hearts : la mère de Sora et Stram
- 2002 : Syberia : Olivia
- 2003 : Jack l'Éventreur : New-York 1901 : Abigail, Sally la rouge et la femme de ménage de l'hôpital
- 2003 : Le Monde de Nemo : Dory
- 2004 : Killzone : Shadow Marshal Luger
- 2005 : Kingdom Hearts 2 : Maman Gourou et Stram
- 2008 : Nancy Drew : Le Loup Blanc d'Icicle Creek (en) : Guadalupe Comillo et Quigley Kim
- 2011 : Star Wars: The Old Republic : voix diverses
- 2015 : StarCraft 2: Legacy of the Void : Vorazun
- 2015 : Disney Infinity 3.0 : Dory
- 2018 : Lego Les Indestructibles : Dory
- 2019 : Death Stranding : Amelie (scan) et Bridget (voix / scan)
- 2020 : No Straight Roads : Tatiana
- 2021 : Ratchet and Clank: Rift Apart : voix additionnelles
- 2022 : The Elder Scrolls Online : Madame Caprice
- 2022 : Syberia: The World Before : Olivia Foster

## Voix off

### Émissions
- Mes mains ont la parole (1979) : narration, interprète voix off de Marie-Thérèse L'Huillier qui signe la langue des signes française
- 16 ans et bientôt maman (2012) : narration
- 42e cérémonie des César, le 24 février 2017 : voix off.
- La robe de ma vie sur M6 (2017) : voix off.
- Tous à tabll (2017) M6: voix off.
- Voix off annonce des programmes M6 (depuis août 2022)
- Tous les chanteurs s'appellent Michel sur France 3 (2023) : narration.
- Coup de foudre au bout du monde sur M6 (2023): voix off.

### Publicités
- Maggi (avec Bernard Métraux)
- Chevrolet
- CNED (Centre national d'enseignement à distance)
- Lidl produits Silvercrest (depuis juin 2014)
- Mazda CX-5 (2019)
- Lancôme parfum La Vie est Belle (2022) : Julia Roberts

### Autres
- Centre Commercial La Madeleine Carrefour (Saint-Malo, 35) : voix off des annonces de la galerie marchande.
- Voix de Jeanne d'Arc dans :
  - le spectacle monumental Jeanne d'Arc à Domrémy-la-Pucelle de Damien Fontaine,
  - le spectacle du Secret de la Lance, au Puy du Fou.
- Narratrice dans la version française de The Awakening, première piste de l'album Hymns For the Broken du groupe de metal progressif suédois Evergrey.
- Elle fait également entendre sa voix dans un épisode de Scènes de ménages.

### Télévision
- depuis 2022 : voix antenne de M6

## Publications
- Céline Monsarrat, Adieu Monsieur Tchekhov, Paris, Ed. théâtrales art et comédie, 1998, 54 p. (ISBN 978-2-84422-003-5 et 2-844-22003-7)
- Céline Monsarrat, Une comète à Cuba, Paris, Éd. Art et comédie, coll. « Côté scène », 2004, 68 p. (ISBN 978-2-84422-374-6 et 2844223745)
- Céline Monsarrat, Dans la vie de Juan, Paris, Art et comédie, coll. « Côté scène », 2005, 68 p. (ISBN 978-2-84422-450-7 et 2844224504)